# Jean Absil
Jean Absil (23. října 1893, Péruwelz, provincie Henegavsko – 2. února 1974, Uccle) byl belgický hudební skladatel a publicista. Člen Královské akademie umění v Antverpách.

## Životopis
Studoval na konzervatoři v Bruselu. V roce 1922 se stal ředitelem hudební akademie v Etterbeeku, v témže roce získal 2. stupeň belgické ceny Prix de Rome (kantáta La Guerre). Od roku 1931 působil jako profesor na konzervatoři v Bruselu.
Založil časopis věnující se vážné hudbě Revue internationale de musique. Je autor několika symfonii, koncertů, baletů a knih o hudbě.